# Малаховская, Наталия Львовна
Ната́лия Льво́вна Малахо́вская (род. 1947) — писательница, деятельница феминистского движения в Ленинграде.
После высылки живёт и работает в Австрии. В 1979 была одной из основательниц совместно с Татьяной Мамоновой и Татьяной Горичевой альманаха «Женщина и Россия», журнала «Мария» (была одной из инициаторов, издателей и литературным редактором этих изданий, переведённых в 1980—1982 годах на многие языки).

## Биография
Родилась в Ленинграде в семье учёных. Мама — Дебора Борисовна Хотина (1921—2003) — пережила блокаду; отец — Лев Владимирович Малаховский — воевал на финском фронте и служил переводчиком на Аляске. Писать стихи начала с раннего детства, мечтала стать композитором. Столкнувшись с зажимами и запретами на всех уровнях жизни ещё в детстве, Наталия Львовна вырабатывает свой путь сопротивления ситуации, которая на первый взгляд кажется безнадёжной — ситуации подавления личности в семье и в государстве. Способ борьбы был подсказан Натальей Григорьевной Долининой, которая в 1963 году объясняла своим ученикам, что «в России не было и нет традиции политической борьбы или философских споров, а общественное сознание изменяли или стремились изменить люди, обладающие драгоценным даром, талантом писателя» (из рассказа «Волхвы»). Но «оттепель», благодаря которой Долинина имела возможность преподавать, закончилась в 1965 году, и школа № 319, в которой она преподавала и где училась Малаховская, была «расформирована». После окончания школы поступила на филологический факультет ЛГУ, который окончила в 1973 году.

## Начало творческой деятельности
В 1964 году Малаховская написала повесть «Темница без оков», в которой разбирает скрытые механизмы, приводящие к самоуничтожению личности. Запуском этого карательного механизма Малаховская считает разрыв между тем духом, что воплощён в советских песнях 30-40 годов, и тем самоощущением, что распространилось в обществе, начиная с середины 60-х годов. Это несоответствие остро и болезненно воспринималось в те годы большой частью интеллигенции, поэтому повесть «Темница без оков» вызвала бурную реакцию среди читателей самиздатского журнала «37», в котором она была опубликована в 1978 году. По просьбам читателей Малаховская написала несколько статей на тему культового значения советских песен.
Но работа в самиздате выявила ещё один уровень подавления, который до тех пор оставался для Наталии невидимым. Если в официальных советских журналах ей предъявляли «обвинение» в литературной усложнённости, то в редакции журнала «37», в котором она работала с 1975 года, ей пришлось услышать обвинение в нехватке «профессионализма», потому что она писала «по-женски эмоционально» бытовым стилем с использованием «низких» деталей. Так Малаховская впервые услышала о «низком» характере женского письма, о привилегии чистого мужского мышления. Выяснилось, что равные люди выросшие в условиях советской несвободы производят собственные формы угнетения «по биологическому» принципу.

## Формирование феминистской позиции
Этот конфликт в среде самиздата явился толчком, который заставил Н. М. поставить под вопрос существовавшую в СССР официальную доктрину о равноправии женщин. А когда в июле 1979 года ей довелось прочесть статью Татьяны Мамоновой «Роды человеческие», для неё стало ясным то, что до тех пор годами оставалось недоосознанным и забивалось в подсознание: то, что угнетение женщин, идущее рука об руку с презрением к женскому в самиздатской среде, распространяется в СССР на все сферы практической жизни. Поэтому предложение Мамоновой создать альманах «Женщина и Россия» Н. М. встретила с энтузиазмом (см. интервью в журнале «Соланус») и написала для альманаха статью «Материнская семья». В этой статье Н. М., перечисляя непосильные обязанности, наваленные на женщину в СССР, в конце своей статьи она пишет: «Женщина должна стать всем — так она всем и становится. Тяжелейшие её обязанности ходом самой жизни превращаются в права — и чем мучительней обязанности, тем полнее, безраздельнее права».
Когда осенью 1979 года в связи с преследованием со стороны властей было решено в целях конспирации переименовать альманах и сделать его регулярным журналом, а не сборником отдельных текстов, Н. М. предложила назвать этот журнал одним из женских имён («Мария»), имея в виду, что, как она писала в предисловии к первому номеру, «в России много женских имён, и женщин в России больше, чем работников КГБ».

## Вынужденная эмиграция
После увольнений, слежки, угроз со стороны властей в июле 1980 года Н. Малаховская вместе с Т. Мамоновой и Т. Горичевой были выслали из страны в несколько дней накануне московской Олимпиады.
С тех пор живёт в Австрии. До лета 1982 года продолжала работу над изданием журнала «Мария». В том же году ей удалось установить контакты с австрийскими феминистками, которые познакомили её с книгами исследовательниц матриархата Хайде Гёттнер-Абендрот[Heide Goettner Abendroth] и Йозефины Шрейер [Josefina Schreier]. Эти исследования привели к осознанию того, что в поисках пружины, которая запускает механизм угнетения и в то же время может вывести из безнадёжной ситуации, следует перейти к поискам исторических корней угнетения.

## Исследования Бабы-Яги
Она стала исследовать сказки и смысл образа Бабы-Яги. Не вполне понятным для Вл. Проппа было то, как в одном существе могут сосуществовать несовместимые с его точки зрения «три формы» Бабы-Яги. Он называет эти «формы» дарительница, воительница и похитительница. Три формы проясняются в сравнении Бабы -Яги с образом богини Матери-прародительницы, описанной в книгах немецких ученых (Богиней матриархата), единой в трёх лицах, «первой троицей», как её называет Х. Г. Абендрот. Указанные Проппом три «формы» Бабы-Яги Н. М. отождествляет с тремя ипостасями этой Богини и доказывает, что Баба-Яга является совокупным божеством и действительно едина в трёх лицах: проводящая испытания воительница — космическая ипостась, Богиня любви, дарящая выход из самых безвыходных ситуаций — земная ипостась, и Богиня смерти, мудрости и всех искусств — ипостась подземная (подводная). Это открытие НМ доказывает анализом символических деталей, выпадающих из внимания современного человека, которые говорят о доминантных функциях образа в прошлом. Гендерная археология сказочного образа помогает увидеть как, кажущиеся незыблемыми или «природными», архитипические образы в истории их становления могут получать различную гендерную окраску. Исследования НМ ставят проблему как и почему в истории происходит смена гендерного образа с женского на мужской при сохранении доминантных функций (Зевс рожающий Афину из головы). Первое исследование на эту тему — эссе «Апология Бабы-Яги» — Н. М. завершила в 1986 году. В 1994 году оно было опубликовано в московском феминистском журнале «Преображение» и в 1995 году получило первую премию этого журнала «за лучшее выражение феминистских идей». В том же году она защитила в университете Зальцбурга диссертацию, которая называлась «Наследие Бабы Яги: религиозные представления, отражённые в волшебной сказке, и их следы в русской литературе 19-20 вв». В 1993 году в Петербурге была опубликована первая редакция её романа «Возвращение к Бабе-Яге».
Вела курс по теме своей диссертации в университете Зальцбурга (1992—1995, 2006—2007), читала доклады и лекции в Санкт-Петербурге, Москве, как и во многих городах Европы. Чтения из романа «Возвращение к Бабе-Яге» проходили в Санкт-Петербурге, Москве, Зальцбурге, в Вене и в Эрфурте. Выставлялась как художница в музеях и галереях Зальцбурга, Санкт-Петербурга, Вены и др.
В 2004 году презентация второго издания романа «Возвращение к Бабе-Яге» с инсценировкой глав из романа, представленной артистами петербургских театров, прошла в музее Ахматовой в Петербурге. Книга «Наследие Бабы-Яги», написанная по материалам диссертации, опубликована в 2006 в издательстве «Алетейя», в том же издательстве опубликована книга стихов «Орфей», презентация которой с инсценировкой поэмы «Орфей» прошла в музее Достоевского в Петербурге в январе 2007. В 2006—2007 учебном году провела семинары по теме «Гендерные вопросы в русских сказках и в русской литературе» в университете Зальцбурга и выступила с рассказом о создании первых феминистических журналов (1979—1982) в городах северной Германии. Весной 2008 провела лекции «Руки загребущие: система ценностей неолиберализма с точки зрения исследования сказок» в уличном университете Петербурга и в музее Достоевского, начиная с 2008 года проводила ежегодно сказочные мастерские в философском кафе в Петербурге. По материалам этой работы написала книгу «Апология на краю: прикладная мифология»

### Книги
- «Наследие Бабы-Яги», монография (1995) 2006, 2018 — в издательстве «Алетейя» в С.Петербурге.
- «Возвращение к Бабе-Яге», первая редакция романа, издательство «Фарн», 1993, вторая редакция романа — издательство «Алетейя», С.-Петербург, 2004.
- «Орфей». Сборник стихотворений (1954—2006), издательство «Алетейя», С.-Петербург, 2007.
- «Перекличка в тумане времён», сборник рассказов в соавторстве с Елизаветой Хотиной (2004—2009), издательство «Алетейя», С.-Петербург, 2009.
- «Апология на краю: прикладная мифология». — С.-Петербург, Своё издательство, 2012.
- «Откуда взялась тьма». — С.-Петербург, издательство «Нестор-История», 2016.
- «Твоей любовью ночь освещена / C’est ton amour qui eclaire la nuit». Edition bilingue presentee par Elena Djoussoieva et Yves Avril. Traduction du russe par Yves Avril et Romain Vaissermann. passerelles en Poesie. — editions Paradigme, 2017.
- «В гостях у Бабы-Яги. Часть 1. Куда бежать в беде?». — С.-Петербург, издательство «Нестор-История», 2018.
- «В гостях у Бабы-Яги». — С.-Петербург, издательство "Юолукка" 2020.

### самиздат
- «Темница без оков», повесть (1964—1974). 1977- в самиздатском журнале «37» в Ленинграде;
- «Три песни», статья (1978). 1978 — в самиздатском журнале «37» № 16 и в журнале «Сумма», в Ленинграде.
- «Материнская семья», статья (1979).1979 — в самиздатском альманахе «Женщина и Россия».
- «Заживо погребённые», доклад (1980) 1981, в самиздатском журнале «Мария» № 1.
- «Человек-надежда», эссе (1980),1982, в самиздатском журнале «Мария» № 3.

### Другие публикации
- «Тьма не объяла его», философское эссе (1978) 1981 — в «Обзоре религиозной жизни в СССР» в Мюнхене.
- «Terra incognita», философское эссе (1981).1982 — в журнале «Trivia» № 1 в США, с.27-36.
- «Апология Бабы-Яги», философское эссе (1986).1994 — в журнале «Преображение» № 2 в Москве.
- "О культовом значении советских песен" - в журнале "Звезда" за май 2004
- «Mythologikal aspekts of conterporary russian women’s literature» (2005), 2007 — Labyrint zenskeho literarniho sveta, Literarni akademie, Praha 2007.
- Jeanne d’Arc et la " Vierge guerrière « dans les contes et la littérature russes. Le Porche, „Actes du Colloque d’Orléans, 6-9 mai 2009, vol. I“, N° 31, décembre 2009, p. 41-47.
- „Гендерная политика и сказки“, в журнале „Гендерные исследования“ 20/21, 2010, Харьковский центр гендерных исследований». С.206-227.
- «Откуда взялась Тьма», повесть — в журнале «Гостиная», вып. 57, март 2014.

### Рецензии и статьи о произведениях Н.Малаховской
- Габриэлян Нина, «Ева — это значит жизнь», Вопросы литературы, № 7-8, 1996 (литературный анализ первой редакции романа «Возвращение к Бабе-Яге»).
- Иткин Владимир, «Патология сказки» (недоступная ссылка), Рецензия на книгу "«Возвращение к Бабе-Яге» (на вторую редакцию романа), 23 апреля 2004.
- Бугаева Л. Д. «Литература и rite de passage». СПб.: ИД «Петрополис», 2010. 408 с., илл.
- Малаховская Анна Наталия: сс.198, 206, 208—209, 286—290,293. На цветной вклейке: илл.11 «Следы на воде», илл.12 «Тоска по родине». (Литературоведческий анализ второй редакции романа «Возвращение к Бабе-Яге» и искусствоведческий анализ картин Н.Малаховской).
- Parnell Christina, Das Rätsel der Baba-Jaga — Über die Schriftstellerin A.N.Malachowskaja. In VIA REGIA; Erfurt, Mai/Juni 1996, s.52.
- Waters Elizabeth, Appendix: Backround and postcript, The second culture and the «Maternal Family», in: SOLANUS, International Journal for russian & East European Bibliografic, Library & Publishing Studies, Vol.14, P. 85- 89. 2000, London.